# 鍾允謙
鍾允謙（1495年—？），榜姓黃，後復姓鍾，字汝益，號省菴，廣東瓊州府崖州所（今屬海南省三亞市）人，明朝政治人物。

## 生平
嘉靖四年（1525年）乙酉科廣東鄉試第二十七名舉人。嘉靖八年（1529年）中式己丑科會試第一百七十八名，登第三甲第一百四十八名進士。知浙江宁海县，嘉靖十二年（1533年）随父钟芳復姓鍾，升刑部主事，出為福建福州府知府，轉山东莱州府知府。卒于官。与父芳同祀乡贤。

## 作品
- 瑞州道中还临

垂楊綠處見殘梅，桃李紛紛照眼來。
驛路風塵虛歲月，春山花鳥負尊罍。
道情孰與溪雲定，世事應如塞馬回。
攬轡郊原多勝概，不妨吟詠一徘徊。

## 家族
曾祖黃成；祖父黃明，贈奉直大夫南京吏部署郎中員外郎；父黃芳，曾任布政司右布政使。母王氏（封宜人）。重庆下。弟允直，贡士。